# Хамди Демир
Хамди Таир Демир (на турски: Hamdi Tahir Demir) е политик от Социалистическа република Македония и деец на НОВМ.

## Биография
Роден е на 25 май 1917 година в град Скопие. В края на ноември влиза в СКМЮ, където има представители от турския и албанския етнос. От средата на януари 1941 е секретар на група на СКМЮ. От юни 1941 е член на ЮКП. Член е на Районния комитет на ЮКП. Притежава сладкарски цех. Влиза в Скопския народоосвободителен партизански отряд. На 13 октомври 1941 година е арестуван и на 24 ноември 1941 е осъден на смърт чрез обесване от български военен съд. На 29 август 1944 избятва от затвора и влиза в Трета македонска ударна бригада и политически комисар на чета. По-късно заминава за Светиниколско, където формира Народоосвободителни комитет, комитет на народната младеж и на Антифашисткия фронт на жените на Македония.
На 22 декември 1944 година основава заедно с други съмишленици Комитет на народоосвободителния фронт на текстилните работници в Скопие и седем дни по-късно е избран за член на комитета. В периода 1945-1952 е член на Градския комитет на МКП за Скопие, както и председател на Съюза на борците от четвърни район на родния си град. През 1946 година е избран за народен представител в Учредителното събрание на Социалистическа република Македония. По-късно е народен представител в няколко народни събрания. Член е на председателството на Републиканския комитет на Съюза на борците от народоосвободителната война на Македония (СЗБНОВ) и член на Съвета на републиката. Награден е с Партизански възпоменателен медал 1941 година.